# 萬鍾祿
萬鍾祿（1541年—？），字天錫，江西撫州府東鄉縣人，民籍，明朝政治人物。

## 生平
江西鄉試第四十二名舉人。隆慶二年（1568年）中式戊辰科會試第二百九十五名，三甲第六十九名進士。历任汉阳府知府，萬曆八年（1580年）八月因违禁驰驿被降六级。十年任台州府推官。

## 家族
曾祖萬頃；祖父萬鎬；父萬松，母胡氏。具庆下。弟鍾秀、鍾慶。